# Tiracola magniplaga
Tiracola magniplaga är en fjärilsart som beskrevs av Max Wilhelm Karl Draudt 1924. Tiracola magniplaga ingår i släktet Tiracola och familjen nattflyn. Inga underarter finns listade i Catalogue of Life.